# 新潟県道350号松代松之山線

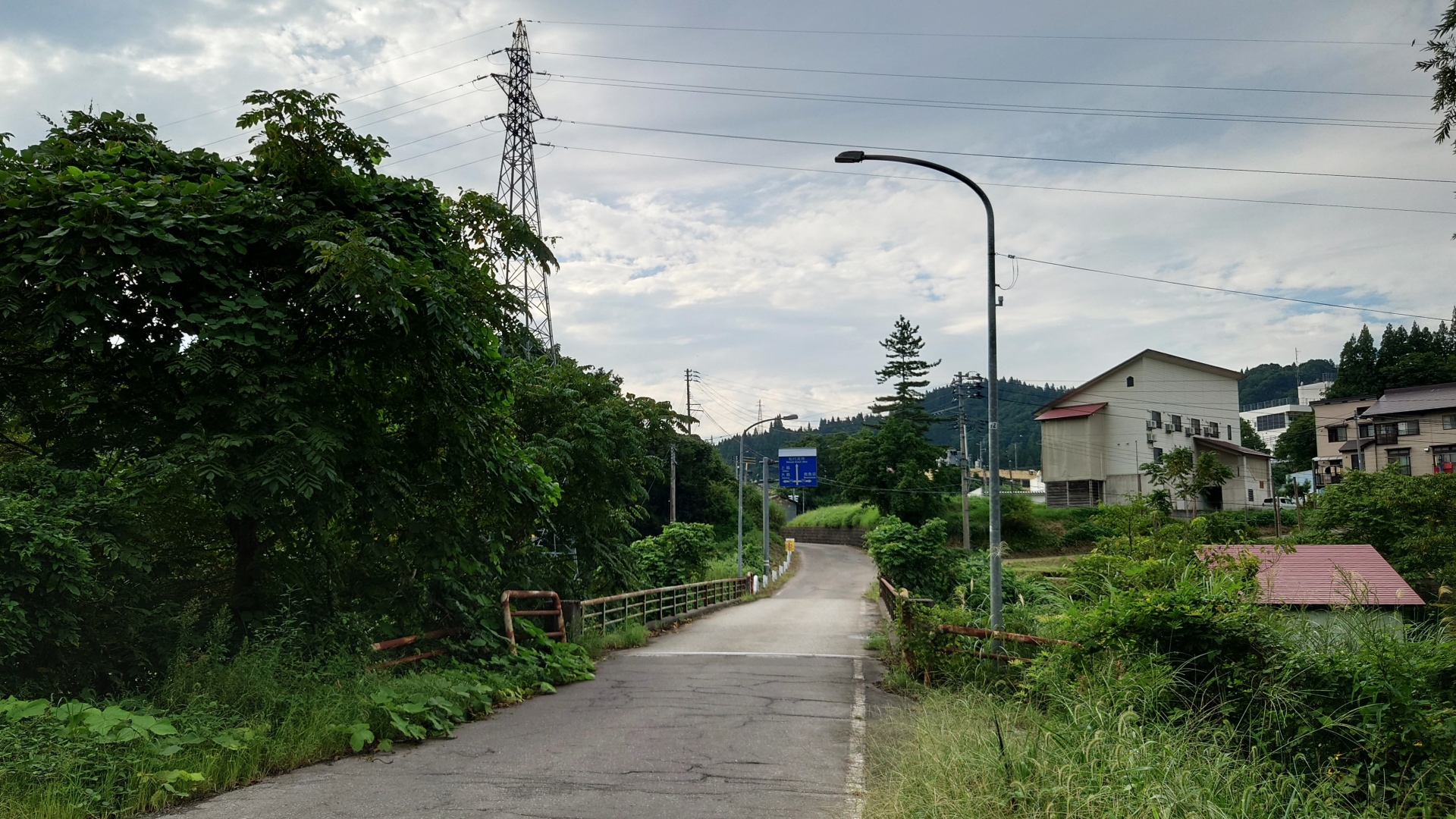
新潟県道350号松代松之山線を松代方面に向かって撮影

新潟県道350号松代松之山線（にいがたけんどう350ごう まつだいまつのやません）は、新潟県十日町市内を通る一般県道である。

## 概要
十日町市松代から同松之山へ向かう県道である。途中美人林の近傍を通り、下川手集落より終点までは片側1車線で整備されているが起点側は狭隘道路となっている。

### 路線データ
- 起点：新潟県十日町市松代池田3374-17（国道253号交点）
- 終点：新潟県十日町市松之山坂下字一枚田174番甲（国道353号交点）

## 地理

### 通過する自治体
- 新潟県
十日町市

### 交差する道路
- 国道253号（起点：十日町市松代）
- 国道353号（終点：十日町市松之山坂下）

### 沿線
- 北越急行ほくほく線 まつだい駅
- 新潟県立松代病院[2]
- 十日町市役所
  - 松代支所（旧・松代町役場）
  - 松之山支所（旧・松之山町役場）
- 新潟県立松代高等学校
- 新潟県立安塚高等学校松之山分校
- 十日町市立松代中学校
- 十日町市立松之山中学校
- 十日町市立松代小学校
- 十日町市立松之山小学校
- 第四北越銀行 松代支店
- 上越信用金庫 松代支店
- JA十日町
  - 松代支店
  - 松之山支店
- 松代郵便局
- 松之山郵便局
- 道の駅まつだいふるさと会館
- 大棟山美術博物館
- 松之山郷民俗資料館
- 松代城跡公園
- 十日町市松代ファミリースキー場
- 渋海川